# Kalanchoe beharensis
Espèce
Classification phylogénétique

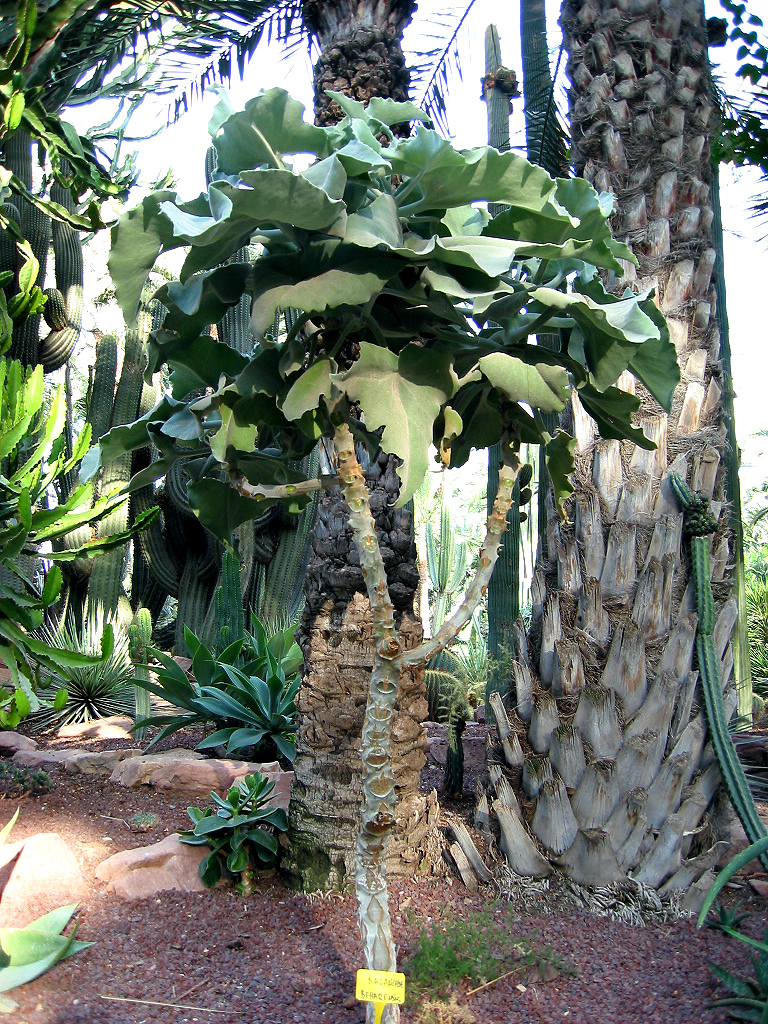
Kalanchoé de Behara

Kalanchoe beharensis, le Kalanchoé de Behara, ou Kalanchoé à oreilles d'éléphant est une plante vivace succulente de la famille des Crassulaceae, originaire du Behara à Madagascar.
Synonyme : 
Kalanchoe van-tieghemii Raym.-Hamet.

## Nomenclature
La plante récoltée au Behara à Madagascar en juillet 1901 a été décrite par le botaniste français Drake del Castillo dans le Bulletin du Muséum national d'histoire naturelle, tome 9, 1903.

## Description

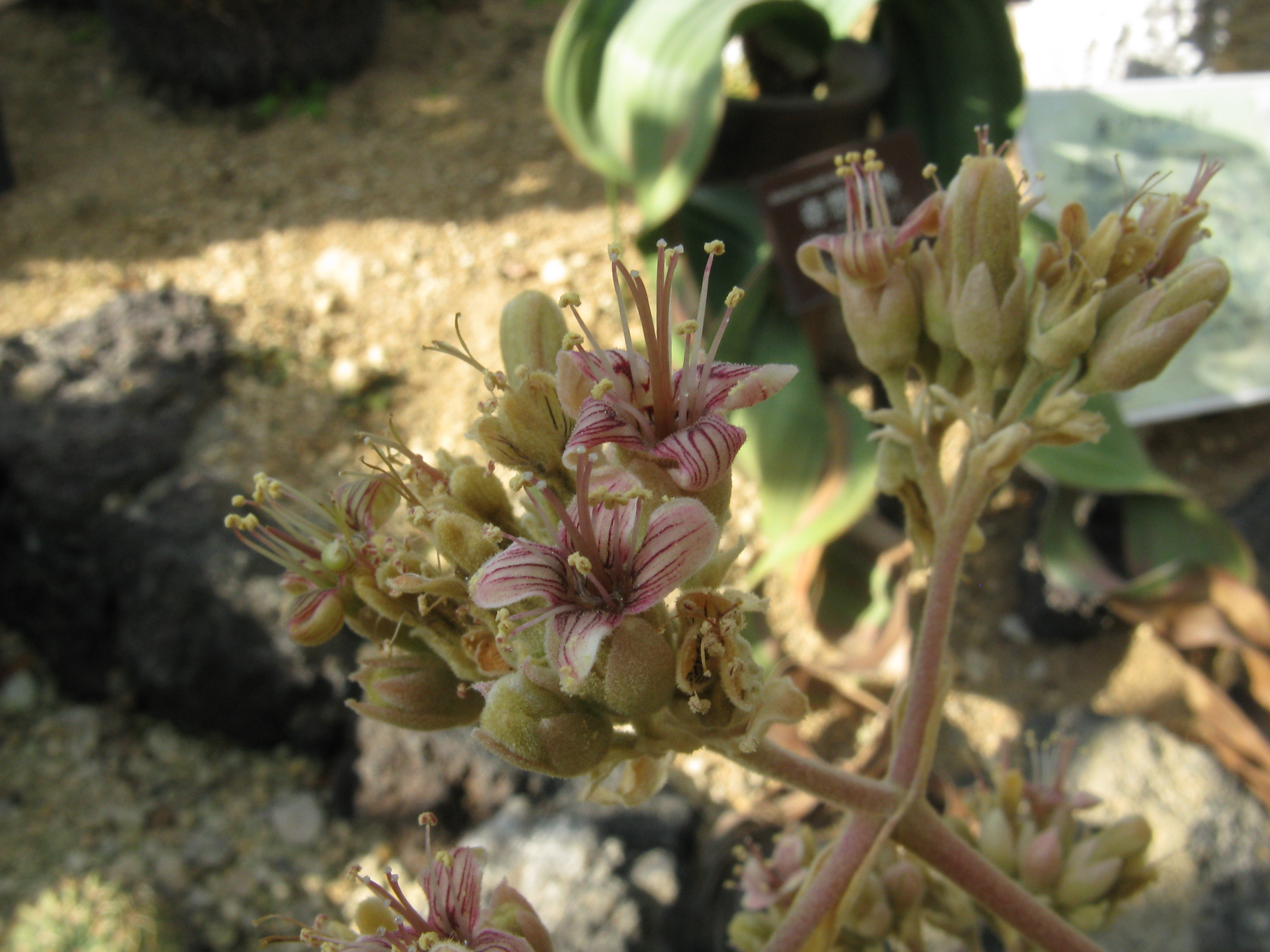
Fleurs de K. beharensis

Le Kalanchoé de Behara est un arbuste succulent pouvant atteindre 3 m de haut. De port ramifié, il s'élargit en grandissant et perd ses feuilles basses en laissant de grandes cicatrices creuses, dont le rebord durci, aigu et blessant joue très efficacement le rôle de piquants courts.
Les feuilles rassemblées à l'extrémité des tiges, sont opposées, décussées, charnues, très duveteuses, douces comme du velours, de couleur vert clair à bleuté, devenant bronze au soleil, de 10 à 30 cm (ou plus) de long sur 10 à 20 cm de large, triangulaires à largement ovées-lancéolées, à grands lobes, et marge ondulée, crantée.
Une grande hampe florale axillaire (jusqu'à 60 cm de haut) porte une inflorescence paniculiforme, ramifiée en cymes, groupant des fleurs érigées, velues. Le calice vert jaunâtre, est couvert de longs poils laineux, à  4 lobes triangulaires. La corolle tubulleuse, laineuse, s'ouvre en 4 lobes (pétales) blancs à jaunes, striés de rouge foncé à l'intérieur. Les 8 étamines sont fixées en deux verticilles distincts sur le tube corollien. Les 4 carpelles sont connivents.
Il existe plusieurs cultivars : "Rose Leaf" (K. beharensis x K. tomentosa), "Oak Leaf" (K. beharensis x K. millotii), "Minima" aux feuilles allongées vert pâle, "Rusty", etc.

## Distribution
Kalanchoe beharensis est endémique de Madagascar. Il est originaire du Behara, province d'Ambovombe.
Il croît dans le bush xérophytique.
Il a été introduit comme plante ornementale de jardin dans les régions tropicales et plante de serres dans les régions tempérées.

## Culture
Le kalanchoé de Behara demande à être installé en plein soleil, avec un arrosage modéré. Il se cultive sur un sol bien drainé, humifère, assez sablonneux.
Il est peu rustique ; la température minimale supportée est de 10 °C. La variété Fang gèle à −2 °C.

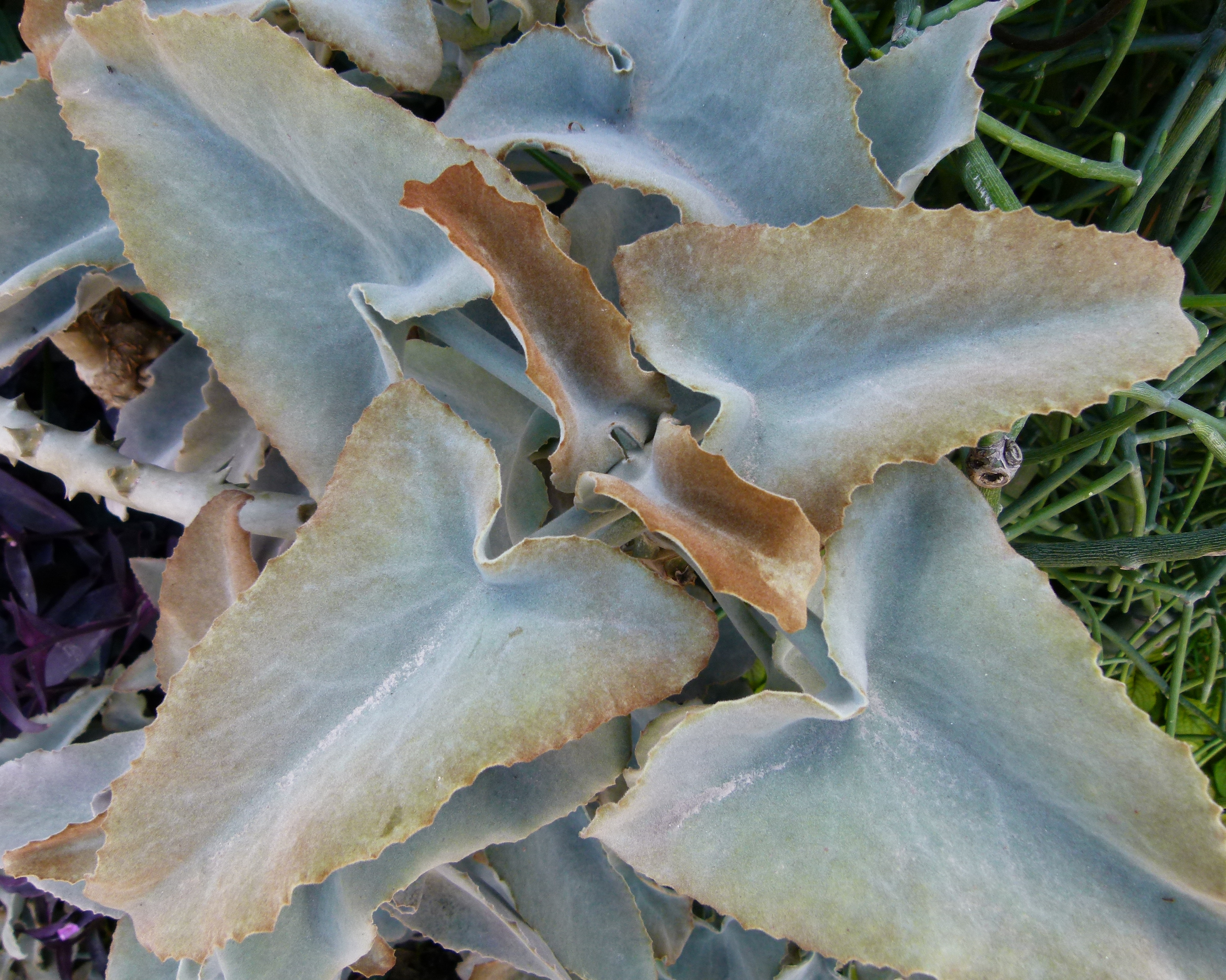
Feuilles triangulaires, Jardin du Luxembourg (Paris)
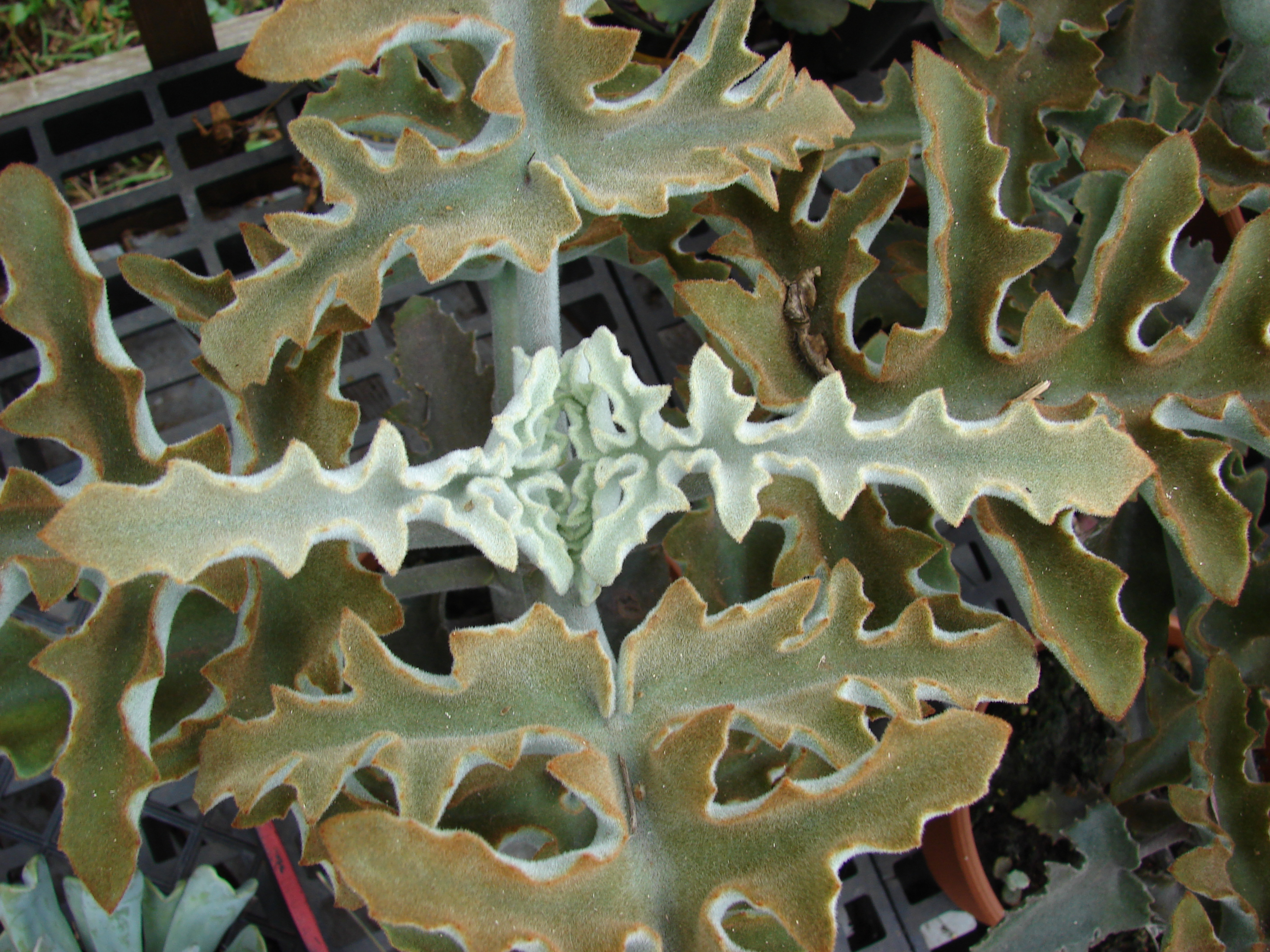
Feuille, Maui, Hawaï
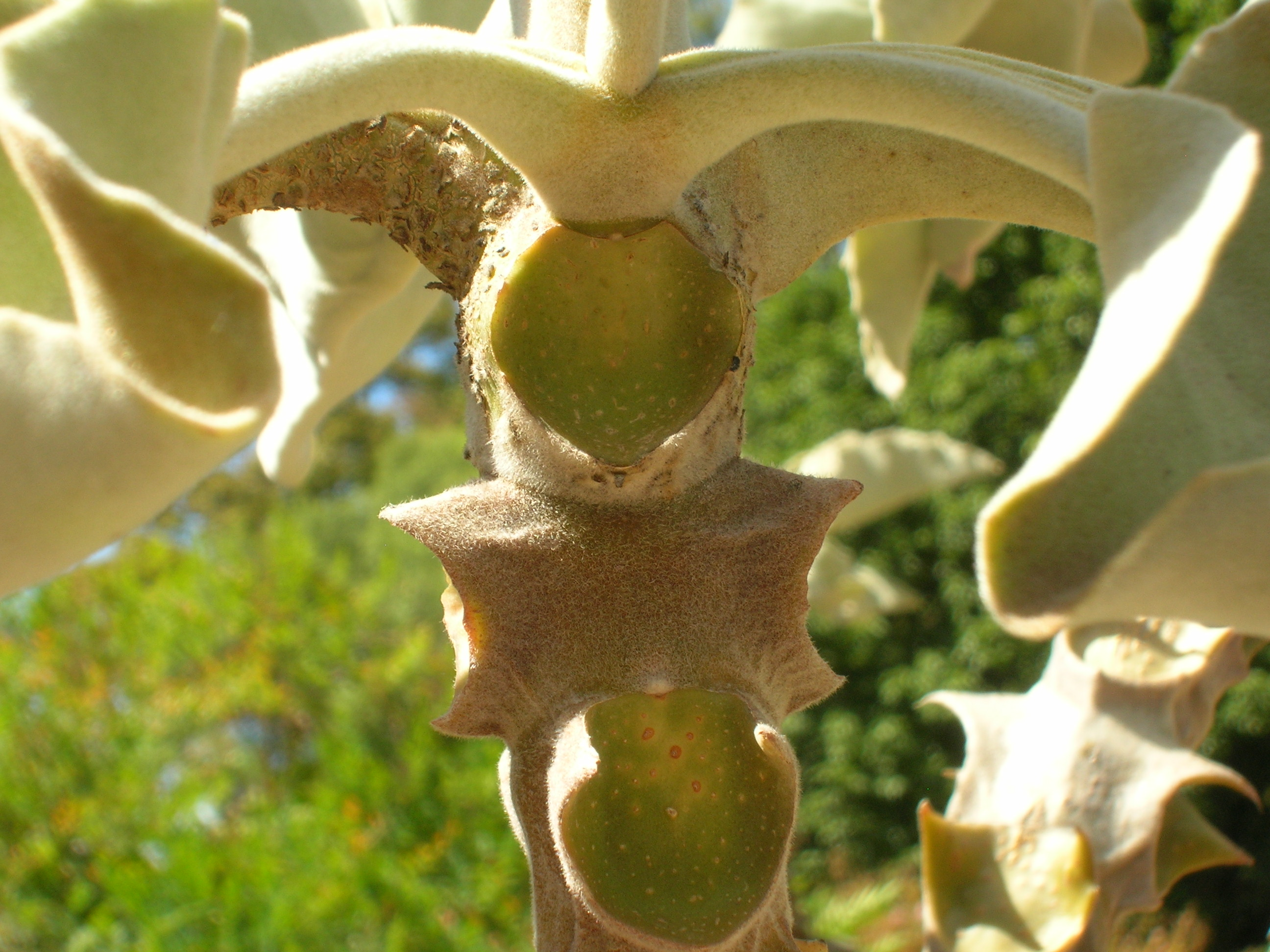
Cicatrices foliaires
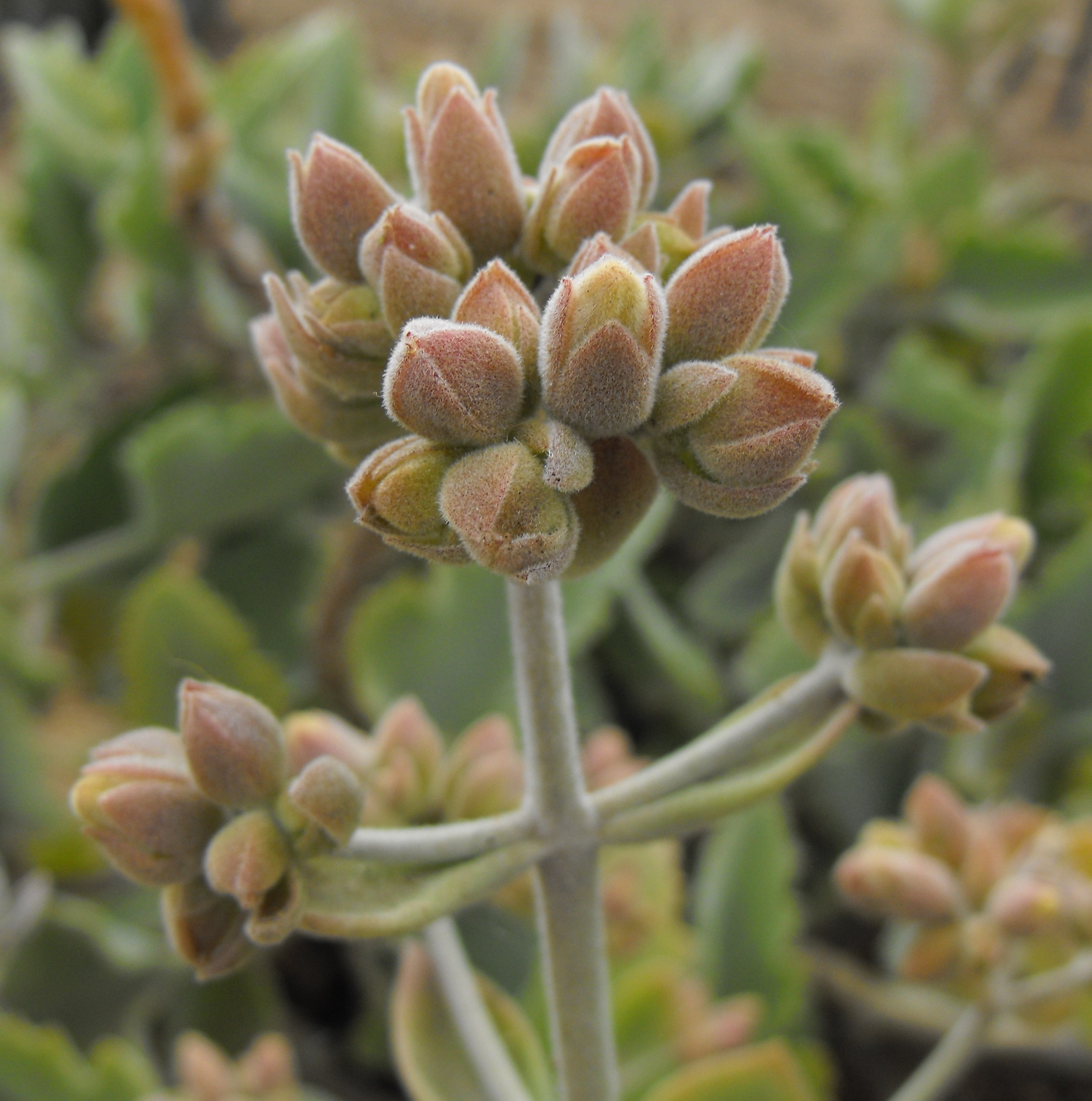
Inflorescence en boutons, Californie

### Reproduction
Le genre Kalanchoe peut se reproduire de manière asexuée en produisant des plantules sur les bords des feuilles (soit naturellement soit en raison d'un stress ponctuel), qui, lorsqu'elles sont posées sur un substrat approprié, formeront de nouvelles plantes. Les espèces à formation de plantules induites ont le gène LEC1 qui leur permet de produire des graines, tandis que les espèces à formation de plantules constitutives ont un gène LEC1 défectueux et ne peuvent pas produire de graines.  K. beharensis produit des graines ainsi que des plantules.
La propagation se fait par graines, boutures de tiges ou par boutures de feuilles, dans lesquelles la nervure médiane doit être coupée à divers endroits. Les boutures doivent être cultivées sur un substrat sablonneux. Dans de nombreux cas, de nombreuses variétés de Kalanchoe ne s'enracineront pas seulement à partir de feuilles fraîchement taillées, elles formeront de nouvelles plantules dès le centre même de la feuille retirée.